# Lajos Dobány
Lajos Dobány (né le 4 août 1955 à Celldömölk en Hongrie) est un joueur de football hongrois, qui évoluait au poste d'attaquant.
Il est surtout connu pour avoir terminé meilleur buteur du championnat de Hongrie durant la saison 1983 avec 16 buts.